# Truppenübungsplatz Heuberg (FFH-Gebiet)
Das FFH-Gebiet Truppenübungsplatz Heuberg ist ein 2005 durch das Regierungspräsidium Tübingen nach der Richtlinie 92/43/EWG (Fauna-Flora-Habitat-Richtlinie) angemeldetes Schutzgebiet (Schutzgebietskennung DE-7820-342) im Süden des deutschen Landes Baden-Württemberg, hauptsächlich auf dem Gebiet des Truppenübungsplatzes Heuberg. Mit Verordnung des Regierungspräsidiums Tübingen zur Festlegung der Gebiete von gemeinschaftlicher Bedeutung vom 5. November 2018 (in Kraft getreten am 11. Januar 2019), wurde das Schutzgebiet 

## Lage
Die sieben Teilgebiete des rund 4.730 Hektar (ha) großen Schutzgebiets „Truppenübungsplatz Heuberg“ am nördlichen Rand des Naturparks „Obere Donau“ gehören zu den Naturräumen Hohe Schwabenalb und Baaralb und Oberes Donautal. Größtenteils ist das Schutzgebiet deckungsgleich mit dem Truppenübungsplatz Heuberg, die anderen sechs Gebiete liegen ringförmig um Frohnstetten, ein Teilort der Gemeinde Stetten am kalten Markt. Das Schutzgebiet erstreckt sich in zwei Landkreisen, drei Gemeinden und zwei Städten:
- Landkreis Sigmaringen (1.756,5 ha = 38 %)
  - Gemeinden Schwenningen (47,47 ha = 1 %) und Stetten am kalten Markt (1.709,01 ha = 37 %)
- Zollernalbkreis (2.943,3 ha = 62 %)
  - Gemeinde Straßberg (569,93 ha = 12 %)
  - Städte Albstadt (1.376,71 ha = 29 %) und Meßstetten (996,93 ha = 21 %)

## Bedeutung
Das Schutzgebiet, ein Zeugnis traditioneller Landnutzung mit kulturhistorisch äußerst wertvolle Sommerschafweiden, bietet Rückzugsflächen für zahlreiche seltene und gefährdete bzw. vom Aussterben bedrohte Pflanzen- und Tierarten.

## Schutzzweck
Wesentlicher Schutzzweck ist die Erhaltung einer Landschaft mit 16 Höhlen, Wacholderheiden in einzigartiger floristischer und faunistischer Ausprägung, Kalk-Magerweiden, Borstgrasrasen und Laubmischwäldern.

### Lebensraumtypen
Folgende Lebensraumtypen nach Anhang I der FFH-Richtlinie kommen im Gebiet vor:
| EU Code | * | Lebensraumtyp (offizielle Bezeichnung)                                                            | Kurzbezeichnung                      |
| ------- | - | ------------------------------------------------------------------------------------------------- | ------------------------------------ |
| 5130    |   | Formationen von Juniperus communis auf Kalkheiden und -rasen                                      | Wacholderheiden                      |
| 6110    | * | Lückige basophile oder Kalk-Pionierrasen (Alysso-Sedion albi)                                     | Kalk-Pionierrasen                    |
| 6210    |   | Naturnahe Kalk-Trockenrasen und deren Verbuschungsstadien (Festuco-Brometalia)                    | Kalk-Magerrasen                      |
| 6230    | * | Artenreiche montane Borstgrasrasen (und submontan auf dem europäischen Festland) auf Silikatböden | Artenreiche Borstgrasrasen           |
| 6510    |   | Magere Flachland-Mähwiesen (Alopecurus pratensis, Sanguisorba officinalis)                        | Magere Flachland-Mähwiesen           |
| 8160    | * | Kalkhaltige Schutthalden der collinen bis montanen Stufe Mitteleuropas                            | Kalkschutthalden                     |
| 8210    |   | Kalkfelsen mit Felsspaltenvegetation                                                              | Kalkfelsen mit Felsspaltenvegetation |
| 8310    |   | Nicht touristisch erschlossene Höhlen                                                             | Höhlen und Balmen                    |
| 9130    |   | Waldmeister-Buchenwald (Asperulo-Fagetum)                                                         | Waldmeister-Buchenwald               |
| 9150    |   | Mitteleuropäischer Orchideen-Kalk-Buchenwald (Cephalanthero-Fagion)                               | Orchideen-Buchenwälder               |
| 9180    | * | Schlucht- und Hangmischwälder (Tilio-Acerion)                                                     | Schlucht- und Hangmischwälder        |

### Lebensraumklassen
|                                  |                                  |  |      |      |
| Laubwald                         | Laubwald                         |  | 13 % | 13 % |
| Mischwald                        | Mischwald                        |  | 19 % | 19 % |
| Nadelwald                        | Nadelwald                        |  | 10 % | 10 % |
| Feuchtes und mesophiles Grünland | Feuchtes und mesophiles Grünland |  | 55 % | 55 % |
| Heide, Steppe, Trockenrasen      | Heide, Steppe, Trockenrasen      |  | 1 %  | 1 %  |
| anderes Ackerland                | anderes Ackerland                |  | 2 %  | 2 %  |
|                                  |                                  |  |      |      |

## Zusammenhängende Schutzgebiete
Mit dem FFH-Gebiet „Truppenübungsplatz Heuberg“ sind der „Naturpark Obere Donau“, das FFH-Gebiet „Schmeietal“ (DE-7820-341), das Naturschutzgebiet „Eselmühle“ (4.307), die Landschaftsschutzgebiete „Albstadt-Bitz“ (4.17.001), „Großer Heuberg“ (4.17.042) und „Donau- und Schmeiental“ (4.37.036) sowie das Vogelschutzgebiet „Südwestalb und Oberes Donautal“ (7820-441) als zusammenhängende Schutzgebiete ausgewiesen.